# José María Ardila
José María Ardila Plaz, (Pampatar, Venezuela, 11 de septiembre de 1918-Caracas, Venezuela, 1996) fue un exfutbolista venezolano, que durante su carrera deportiva se desempeñó como centrocampista. 

## Biografía
Ardila nació en Pampatar, en la isla de Margarita, donde se había radicado su padre, un aficionado a la fotografía y al cine que trabajaba en las aduanas portuarias. Tras radicarse en Caracas, comenzó su carrera futbolística en el Dos Caminos Sport Club, mientras que cursaba Medicina en la Universidad Central de Venezuela. En 1954 se graduó de Médico Internista en dicha casa de estudios, y también cursó estudios de Medicina Física Deportiva en el Instituto Pedagógico de Caracas. En los años 1960, fue uno de los presidentes de la Federación Venezolana de Deportes Acuáticos. Falleció en Caracas en 1996.

## Carrera

### Clubes
Durante su carrera deportiva, a nivel de clubes fue parte de la escuadra del Dos Caminos, con los que se tituló campeón en las temporadas de 1936, 1937, 1938, 1942 y 1945 del Campeonato de Primera División. En esta última edición, recibió el trofeo de manos del entonces Presidente Isaías Medina Angarita.
En 1945, Ardila pasó a militar en el Deportivo Vasco, y en 1952 pasó al Universidad Central de Venezuela. En 1962 volvió al Dos Caminos para la temporada de Primera División de ese año, finalizando en el tercer lugar.

### Selección nacional
Ardila formó parte de la escuadra original que disputó el primer partido de la selección de fútbol de Venezuela el 12 de febrero de 1938, durante los IV Juegos Centroamericanos y del Caribe. Jugó cuatro de los cinco partidos estipulados del certamen, donde se le valoró por la utilidad de su juego. Ese mismo año también integró el equipo nacional que participó en los I Juegos Bolivarianos, teniendo presencia en dos de los cuatro partidos. 
En 1944 volvió a ser convocado para un cuadrangular amistoso en Willemstad ante las selecciones de Aruba, Curazao y Haití. En 1946, con motivo de los V Juegos Centroamericanos y del Caribe, disputó los compromisos ante Colombia y Costa Rica, con los que finalizó su trayectoria en la selección. En total, habiendo jugado once partidos en total con el combinado «vinotinto».